# Zenab Moussa Ali Mahamat
Zenab Moussa Ali Mahamat (* 6. Dezember 2003) ist eine bahrainische Leichtathletin, die sich auf den Sprint spezialisiert hat.

## Sportliche Laufbahn
Erste internationale Erfahrungen sammelte Zenab Moussa Ali Mahamat im Jahr 2022, als sie bei den Arabischen-U20-Meisterschaften in Radès in 12,07 s die Silbermedaille im 100-Meter-Lauf gewann und über 400 Meter in 53,42 s siegte. Anschließend wurde sie bei den U20-Weltmeisterschaften in Cali im Halbfinale disqualifiziert und wurde auch mit der Mixed-Staffel über 4-mal 400 Meter im Vorlauf disqualifiziert. Kurz darauf belegte sie bei den Islamic Solidarity Games in Konya in 23,51 s den sechsten Platz im 200-Meter-Lauf und siegte in 3:33,65 min in der 4-mal-400-Meter-Staffel sowie in 3:17,40 min in der Mixed-Staffel. Im Jahr darauf belegte sie bei den Panarabischen Spielen in Algier in 53,99 s den vierten Platz über 400 Meter und siegte in 44,44 s in der 4-mal-100-Meter-Staffel und sicherte sich in der 4-mal-400-Meter-Staffel in 3:37,73 min die Silbermedaille hinter dem marokkanischen Team. Im Oktober wurde sie bei den Asienspielen in Hangzhou in der 4-mal-100-Meter-Staffel disqualifiziert und siegte in der 4-mal-400-Meter-Staffel in 3:27,65 min gemeinsam mit Muna Mubarak, Kemi Adekoya und Salwa Eid Naser. 2025 verpasste sie bei den Asienmeisterschaften in Gumi mit 54,88 s den Finaleinzug über 400 Meter.

## Persönliche Bestzeiten
- 200 Meter: 23,35 s (+1,1 m/s), 11. August 2022 in Konya
- 400 Meter: 52,87 s, 2. August 2022 in Cali